# Підгаєцький Володимир Якович
Володи́мир Я́кович Підгає́цький (нар. 24 липня 1889, Кам'янець-Подільський — розстріляно 3 листопада 1937, урочище Сандармох, Карельська АРСР) — український учений-гігієніст. Професор. Батько доктора технічних наук Володимира Підгаєцького.

## Біографія
Володимир Якович Підгаєцький народився 24 липня 1889 року в Кам'янці-Подільському в родині педагогів. Батько, Яків Павлович Підгаєцький, за даними 1895 року, був титулярним радником, учителем Кам'янець-Подільського двокласного міського училища . Мати, Ганна Адамівна Підгаєцька (уроджена Гладиш), тоді ж була власницею приватного початкового училища, призначеного для дітей обох статей, без розрізнення віросповідання .
З Кам'янця-Подільського Підгаєцькі переїхали до Острогозька (нині Воронезької області), де 1908 року Володимир закінчив гімназію.
Щоб допомогти сину вчитися, сім'я переїхала в Тарту. Як і син, Яків Підгаєцький не міг жити без України: до кінця життя він викладав географію в школі в гоголівських Сорочинцях.
Навчався в Харківському університеті на медичному факультеті, потім у Дерпті (нині Тарту) та Петербурзі.
У 1913–1917 роках працював лікарем на Далекому Сході.
Був членом Української Центральної Ради.
У 1923–1929 роках — завідувач кафедри професійної гігієни Київського медичного інституту, директор Інституту фізичної культури, старший науковий співробітник ВУАН.
Дружина Олена Вікторівна Чаушанська-Підгаєцька. Станом на вересень 1956 року вона проживала в Роздільній Одеської області.

## Наукова та педагогічна діяльність
Наукова діяльність Підгаєцького була спрямована на вивчення проблем гігієни праці в сільському господарстві, на промислових підприємствах Києва та механізму виникнення втоми.
Він автор першого в Україні підручника «Гігієна праці» (Київ, 1929), перших навчальних планів і робочих програм з гігієни праці, курсу лекцій і методичних розробок до практичних занять з цієї дисципліни. Підручник професора В. Я. Підгаєцького, виданий для технічних вишів, і навчальний посібник для сільськогосподарських і педагогічних вишів, після його арешту були вилучені з бібліотеки і знищені (наступний, як стверджує джерело, „перший“ україномовний підручник «Загальна гігієна праці» вийде аж у 1970 за ред. Г. Х. Шахбазяна та І. М. Трахтенберга).

## Сфабрикована справа
Заарештовано 19 жовтня 1929 року. Вироком особливого складу Верховного суду УРСР від 19 квітня 1930 року за участь у діяльності контрреволюційної організації «Спілка визволення України» засуджено до 8 років позбавлення волі з ураженням у правах строком на 3 роки.
Відбував покарання на Соловках. Постановою окремої трійки Управління НКВД СРСР по Ленінградській області від 9 жовтня 1937 року дістав найвищу кару (розстріл). Вивезений з островів з великим етапом в'язнів Соловецької тюрми і страчений 3 листопада 1937 року в урочищі Сандармох, що лежить поблизу Повенецької затоки Онезького озера, більш як за 15 км від робітничого селища Медвежа Гора (нині Медвеж'єгорськ, Республіка Карелія, РФ).
Реабілітований посмертно Верховним судом УРСР 11 серпня 1989 року.